# (38625) 2000 CN12
2000 CN12 (asteroide 38625) é um asteroide da cintura principal. Possui uma excentricidade de 0.03052740 e uma inclinação de 9.27702º.
Este asteroide foi descoberto no dia 2 de fevereiro de 2000 por LINEAR em Socorro.